# کورنلیوس رایان
کورنلیوس رایان (انگلیسی: Cornelius Ryan؛ ۵ ژوئن ۱۹۲۰ – ۲۳ نوامبر ۱۹۷۴) یک روزنامه‌نگار، و پدیدآور اهل ایرلند بود.
وی همچنین برنده جوایزی همچون لژیون دونور شده است.